# Kon Knueppel
Kon II Knueppel, né le 3 août 2005 à Milwaukee dans le Wisconsin, est un joueur américain de basket-ball évoluant aux postes d'arrière et d'ailier. Il mesure 1,96 m.

## Biographie

### Carrière universitaire
En septembre 2023, il choisit de jouer pour Duke. Avec notamment Cooper Flagg et Khaman Maluach, les Blue Devils vont jusqu'en demi-finale du Final Four du Championnat NCAA 2025 et se font éliminer par les Cougars de Houston, Kon Knueppel inscrit 16 points lors de ce match.

### Carrière professionnelle

#### Hornets de Charlotte (depuis 2025)
Lors de la draft 2025, il est sélectionné en 4e position par les Hornets de Charlotte.

## Palmarès et distinctions personnelles

### Universitaires
- Second-team All-ACC en 2025
- ACC All-Freshman Team en 2025
- ACC tournament MVP en 2025
- Jordan Brand Classic en 2024
- Wisconsin Mr. Basketball en 2024

## Statistiques

### Universitaires
| Saison    | Équipe   | Matchs | Titul. | Min./m | % Tir | % 3pts | % LF | Rbds/m. | Pass/m. | Int/m. | Ctr/m. | Pts/m. |
| --------- | -------- | ------ | ------ | ------ | ----- | ------ | ---- | ------- | ------- | ------ | ------ | ------ |
| 2024-2025 | Duke     | 39     | 39     | 30,5   | 47,9  | 40,6   | 91,4 | 4,00    | 2,70    | 1,00   | 0,20   | 14,40  |
| Carrière  | Carrière | 39     | 39     | 30,5   | 47,9  | 40,6   | 91,4 | 4,00    | 2,70    | 1,00   | 0,20   | 14,40  |